# アレクサンドル・リフシツ
アレクサンドル・ヤコヴレヴィチ・リフシツ（ロシア語: Алекса́ндр Я́ковлевич Ли́вшиц、ラテン文字表記の例：Aleksandr Yakovlevich Livshits、1946年9月6日 - 2013年4月25日）は、ロシアの政治家、企業家。エリツィン大統領時代の副首相兼蔵相などを経て、ルサール（ロシア・アルミニウム社）副会長。
父ヤーコフ・ラーザレヴィチ・リフシツは、歴史家。叔父エドワルド・ラーザレヴィチ・リフシツはソ連交通省次官。
モスクワ自動化・遠隔操作単科大学を経て、1971年プレハーノフ記念モスクワ国民経済大学を卒業する。専門はエコノミックサイバネティクス。この間、1966年ソ連共産党に入党する。
1974年から1992年までモスクワ機械・精密機器大学（現在のモスクワ国立技術大学「スタンキン」）に務め、政経学部長などを歴任した。
1992年4月、ロシア大統領府分析センター副所長。
1993年9月、憲法改正のための世論分析支援作業部会に所属する。
1994年3月2日から1996年8月22日まで、ボリス・エリツィン大統領の経済問題補佐官、大統領チームリーダー。
1996年8月14日から1997年3月17日まで、ロシア連邦副首相兼蔵相。
1997年3月から1998年8月まで、ロシア大統領府副長官。1997年7月までは、国家銀行評議会大統領代表。
1998年8月、「エコノミチェスカヤ・ポリティカ（経済政策）」基金代表。
1999年6月から、ロシア連邦大統領特別全権代表。
2000年から、ロシア信用銀行会議議長。
2001年7月2日、ルサール（ロシア・アルミニウム社）副会長（副代表取締役）に任命される。
英語が堪能である。
著作に1996年グルジアのトビリシ大学から出版された『市場経済への導入』（Введение в рыночную экономику）がある。
2013年4月26日に心不全で死去。